# Vestnorsk fjordlandskab
Vestnorsk fjordlandskab blev indskrevet på UNESCOs Verdensarvsliste den 14. juli 2005.
Verdensarvsområdet består af to delområder, Nærøyfjordområdet og Geirangerfjordområdet, som ligger i fylkerne Møre og Romsdal og Vestland.
Tilsammen udgør områderne 1227 km², hvor 107 km² er hav- og fjordareal.
De to fjordområder bliver regnet som klassiske eksempler på denne landskabstype, hvor der er store højdeforskelle og kort vej mellem fjorden og højfjeldet, noget som medfører, at den biologiske mangfoldighed er stor. Begge delområder er uden større menneskeskabte indgreb.
60°57′57″N 6°58′40″Ø / 60.9658°N 6.9777°Ø